# Lotus (relojes)
Lotus es una empresa relojera española fundada en 1980, que pertenece al Grupo Festina. 

## Historia
Desde la década de 1980 es propiedad del español Miguel Rodríguez Domínguez.
En 1985 la empresa lanzó el reloj Fase Lunar, creando así el primer éxito de ventas de la marca. En 1990 creó varios relojes con cronómetro destinados a deportes de acción. En 1992 lanzó el modelo Super Chrono, con algunas innovaciones relacionadas con la navegación marítima y aérea. 
En 1995 creó los primeros relojes de titanio a precios accesibles al gran público. En 2003 se lanzó Lotus 2gether, un reloj de mujer acompañado por una joya. Ese fue el primer paso para la creación de Lotus Style, que hace que Lotus no solamente venda relojes, sino también algunos complementos de joyería y bisutería para hombre y mujer. En 2005 la marca comenzó a comercializarse en Alemania, Italia, Francia y República Checa.

## Patrocinios de la marca
La empresa también se caracteriza por el uso de modelos apreciados por el gran público, como Marc Márquez, piloto de motociclismo.